# 汪由敦
汪由敦（1692年—1758年），初名汪良金，字師苕，號謹堂，又號松泉居士，安徽休寧人，清朝大臣。

## 生平
汪由敦自幼讀書過目不忘，十九歲遊學浙江。雍正二年（1724年）進士二甲第一名，旋授翰林院編修，受明史總裁官徐元夢器重，薦汪至《明史》館擔任纂修官。官至吏部尚書、協辦大學士，又任《平定金川方略》副總裁和《平定准噶爾方略》總裁，參與纂修《大清一統志》和《盛京通志》，乾隆帝評：“老誠端恪，敏練安詳，學問淵醇”。善書法，力追晉、唐大家，兼工篆、隸。歿後，乾隆帝親臨祭奠，賜陀羅經被以殮，命摹本其書法《時晴齋法帖》10卷，時人稱：“大臣禮遇之隆，近罕其比。”葬於溪口木干村。諡文端。友钱陈群作墓志铭与《太子太师尚书松泉汪公挽诗》。
有《松泉詩文集》26卷。

## 家族
父汪青城，鹽商；由敦为長子。
长子汪承沆。次子汪承霈，官至兵部尚書。三子汪承𩆩。一女不详。

## 延伸阅读
[在维基数据编辑]
 《清史稿/卷302》，出自趙爾巽《清史稿》
 在维基共享资源阅览影像